# Cornulaca aucheri
Cornulaca aucheri är en amarantväxtart som beskrevs av Horace Bénédict Alfred Moquin-Tandon. Cornulaca aucheri ingår i släktet Cornulaca, och familjen amarantväxter. Inga underarter finns listade i Catalogue of Life.